# Adrijano
Adrijano je moško osebno ime.

## Izvor imena
Ime Adrijano je različica moškega osebnega imena Adrijan.

## Pogostost imena
Po podatkih Statističnega urada Republike Slovenije je bilo na dan 31. decembra 2007 v Sloveniji število moških oseb z imenom Adrijano: 43.

## Osebni praznik
Osebe z imenom Adrijano lahko godujejo takrat kot osebe z imenom Adrijan.